# Cythere lutea
Cythere lutea är en kräftdjursart som beskrevs av Otto Friedrich Müller 1785. Cythere lutea ingår i släktet Cythere och familjen Cytheridae. Arten är reproducerande i Sverige. Inga underarter finns listade i Catalogue of Life.